# Rognonas
Rognonas település Franciaországban, Bouches-du-Rhône megyében. Lakosainak száma 4186 fő (2022. január 1.). Rognonas Barbentane, Châteaurenard, Graveson és Avignon községekkel határos.

## Népesség
A település népessége az elmúlt években az alábbi módon változott:
| Lakosok száma | 2247 | 3156 | 3358 | 3967 | 4030 | 4046 | 4101 | 4058 | 4036 | 4186 |
|               | 1968 | 1982 | 1990 | 2006 | 2013 | 2015 | 2017 | 2019 | 2020 | 2022 |